# 伊沢磨紀
伊沢 磨紀（いざわ まき、1962年11月29日 - ）は、日本の女優、声優、ナレーター。東京都出身。俳優として劇団東京乾電池を経て、1985年から劇団青い鳥所属。声優として、大沢事務所所属。

## 人物
女子美術大学芸術学部卒業。2025年2月28日、同日付でオフィスPACを退所、大沢事務所に移籍することが、事務所のホームページにて発表された。
特技はジャズダンス。

## 出演

### テレビアニメ
2013年
- 翠星のガルガンティア（ババァ）

2015年
- がっこうぐらし!（おばあちゃん）
- 銀魂゜（松平片栗虎の妻）
- 櫻子さんの足下には死体が埋まっている（谷内ハツ江）
- ハロー!!きんいろモザイク（おばあさん）

2016年
- Re:ゼロから始める異世界生活（2016年 - 2021年、若返りババア） - 3シリーズ / 2020年に第1期新編集版が放送
- 亜人（女性）
- ViVid Strike!（児童保護院の先生）

2017年
- 風夏（店員）
- サクラクエスト（織部千登勢）
- プリンセス・プリンシパル（寮監）
- 魔法陣グルグル（水晶ババア）
- クジラの子らは砂上に歌う（ハトバネ）
- 戦刻ナイトブラッド（村人）

2018年
- オーバーロードII（祭司頭）
- イナズマイレブン アレスの天秤（2018年 - 2019年、氷浦のばあちゃん） - 2シリーズ
- 重神機パンドーラ（屋台のおばちゃん）
- あそびあそばせ（ナレーション、アグリッパのおばあちゃん）
- ルパン三世 PART5（通報する女性）

2019年
- BanG Dream!（2019年 - 2020年、ヨネ） - 2シリーズ
- 盾の勇者の成り上がり（2019年 - 2023年、老婆 / ババア / エスラスラ＝ラグラロック） - 3シリーズ
- この世の果てで恋を唄う少女YU-NO（龍蔵寺梅）
- かつて神だった獣たちへ（ダニーの母）

2020年
- 天晴爛漫!（天晴母）
- 啄木鳥探偵處（おばちゃん）

2021年
- 擾乱 THE PRINCESS OF SNOW AND BLOOD（山崎）
- キングダム（蕞の住民G）
- メガトン級ムサシ（2021年 - 2023年、天堂初音） - 2シリーズ
- ルパン三世 PART6（老婦人）

2024年
- 怪異と乙女と神隠し（たえ）
- 真夜中ぱんチ（おばあちゃん）
- 戦国妖狐 千魔混沌編（老婆）

2025年
- 地縛少年花子くん2（老人B）
- アン・シャーリー（イライザ・アンドリュース）

### 劇場アニメ
- コードギアス 亡国のアキト 第3章「輝くもの天より堕つ」（2015年、赤ずきん婆さん）
- ファインディング・ドリー（2016年、リンジー）
- 夜明け告げるルーのうた（2017年、老女性）
- 金の国 水の国（2023年、語り部）

### OVA
- 機動戦士ガンダム THE ORIGIN（2015年、老婆、難民）

### Webアニメ
- メガトン級ムサシ パイロットフィルム（2016年、天堂初音）
- 無限の住人-IMMORTAL-（2019年、偽八百比丘尼）
- 日本沈没2020（2020年、難民O）
- 餓狼伝: The Way of the Lone Wolf（2024年、軍曹[15]）

### ゲーム
2010年代
- バイオハザード7 レジデント イービル （2017年、マーガレット・ベイカー）
- この世の果てで恋を唄う少女YU-NO（2017年、龍蔵寺梅）
- キングダム ハーツIII（2019年）
- プリンセスコネクト！Re:Dive（2019年、老婆）

2020年代
- ファイナルファンタジーVII リメイク（2020年）
- メガトン級ムサシ（2021年、天堂初音）
- タクティクスオウガ リボーン（2022年、ラミドス）
- ファイナルファンタジーVII リバース（2024年）

### 吹き替え

#### 担当俳優
アルフレ・ウッダード
- それでも夜は明ける（2014年、ハリエット・ショー夫人）
- ザ・ラストシップ（2014年、エイミー・グランダーソン）
- アナベル 死霊館の人形（2015年、エブリン）
- See 〜暗闇の世界〜（2019年 - 2022年、パリス）

キャスリン・ハンター
- マクベス（2021年、魔女）
- ランドスケーパーズ 秘密の庭（2022年、タビサ）
- キャシアン・アンドー（2022年、イーディ・カーン）

#### 映画（吹き替え）
2014年
- アザー・ワン: ボブ・ウェアの数奇な物語（スー）
- GODZILLA ゴジラ（受付女性）
- ザ・ホスト 美しき侵略者（マギー〈フランシス・フィッシャー〉）
- マレフィセント（女中2）

2015年
- スティールワールド（モニーク〈ジェラルディン・ジェームズ〉）

2016年
- 思いやりのススメ（介護指導員）
- クリスマスは家族で（アデル〈マーシャ・ベネット〉）
- 完全なるチェックメイト（レジーナ・フィッシャー〈ロビン・ワイガート〉）
- キング・オブ・エジプト（小うるさい召使い）※ソフト版、フジテレビ版
- グローリー/明日への行進（アニー・リー・クーパー〈オプラ・ウィンフリー〉）
- ディセンダント（クルエラ・ド・ビル〈ウェンディ・ラクエル・ロビンソン〉）
- ファンタスティック・ビーストと魔法使いの旅（主婦）
- ヘイル、シーザー!（C・C・カルフーン〈フランシス・マクドーマンド〉）
- ロボット
- 必殺処刑チーム ※Netflix版
- 羊飼いと屠殺者（モコエナ）

2017年
- ミス・シェパードをお手本に（ヴォーン・ウィリアムズ夫人〈フランシス・デ・ラ・トゥーア〉）※VOD版
- リバティ・バランスを射った男（ノラ・エリクソン〈ジャネット・ノーラン〉）※VOD版
- 赤毛のアン (2016年の映画)
- ジョーン・ディディオン: ザ・センター・ウィル・ノット・ホールド（フィリス）
- ハリエットのスパイ大作戦 ※VOD版
- ロクサーヌ、ロクサーヌ（デニース〈トンアイ・パターノ〉）
- エル・カミーノ・クリスマス

2018年
- アウトロー・キング スコットランドの英雄 ※Netflix版
- 君の名前で僕を呼んで（マファルダ〈パンダ・カプリオロ〉）
- バック・トゥ・ザ・フューチャー PART2（アンティークショップの店員）※BSジャパン版
- プラウド・メアリー（ミーナ〈マーガレット・エイヴリー〉）
- Merry Christmas! 〜ロンドンに奇跡を起こした男〜（家政婦）
- レイチェル: 黒人と名乗った女性
- アウトロー・キング スコットランドの英雄
- ルイの9番目の人生（バイオレット〈バーバラ・ハーシー〉）
- 7月22日
- デトロイト

2019年
- 足跡はかき消して（デイル〈デイル・ディッキー〉）
- デッドプール2のおとぎばなし
- マッドマックス 怒りのデス・ロード（メリッサ〈メリッサ・ジェニファー〉）※ザ・シネマ版
- ライオン・キング（サラフィナ〈ペニー・ジョンソン・ジェラルド〉）
- コレット（シド〈フィオナ・ショウ〉）※スター・チャンネル版
- シルバラード（ステラ〈リンダ・ハント〉）※Netflix版
- マレフィセント2
- ラブレス（ジェーニャの母〈ナタリア・ポタポヴァ〉）※スターチャンネル版

2020年
- ダウントン・アビー (映画)（王妃〈ジェラルディン・ジェームズ〉）
- ジョーカー（民生委員女〈シャロン・ワシントン〉）
- エノーラ・ホームズの事件簿（テュークスベリーの祖母〈フランシス・デ・ラ・トゥーア〉）
- ハドソン川の奇跡（ルシール・パルマー）※ザ・シネマ版

2021年
- 河畔の家（トレス〈ロンダ・ジョンソン・デンツ〉）
- パラノーマル・アクティビティ7

2022年
- バイオハザード: ウェルカム・トゥ・ラクーンシティ
- シラノ（マリー〈モニカ・ドラン〉）
- あなたの、私のクリスマス?（アイリス〈ハリエット・ウォルター〉）
- ブレット・トレイン
- グッド・ナース
- ダウントン・アビー/新たなる時代へ（デンカー〈スー・ジョンストン〉）

2023年
- サイエン 復讐の森（イルウェン〈テレサ・ラモス〉）
- サイエン 死の砂漠（イルウェン〈テレサ・ラモス〉）
- バード・ボックス: バルセロナ（イサベル〈ロラ・ドゥエニャス〉）
- コカイン・ベア（リズ〈マーゴ・マーティンデイル〉）

2024年
- サイエン 最後の戦い（イルウェン〈テレサ・ラモス〉）
- マンハッタン殺人ミステリー（ダルトン〈マージ・レッドモンド〉）※VOD版
- オンマ/呪縛（オンマ〈メーウハ・アラナ・リー〉）
- ジョーカー:フォリ・ア・ドゥ（ケーン〈シャロン・ワシントン〉）
- ファインド・ミー・フォーリング（マリコウ〈アンゲリキ・フィリピドゥ〉）

2025年
- マインクラフト/ザ・ムービー（女重役）
- ミッション:インポッシブル/ファイナル・レコニング（ウォルターズ国務長官〈ジャネット・マクティア〉）

#### ドラマ
2015年
- 宇宙船レッド・ドワーフ号（エリン〈インディラ・ジョーシ〉）
- Marvel デアデビル（マダム・ガオ〈ワイ・チン・ホー〉）

2016年
- ウェントワース女子刑務所（ジャックス〈クリス・マクウェイド〉）
- サバイバー: 宿命の大統領
- ダウントン・アビー（グラディス・デンカー〈スー・ジョンストン〉）
- マルコ・ポーロ（シャブカナ〈ジャクリーン・チャン〉、ロータス〈ミシェル・ヨー〉）

2017年
- Marvel アイアン・フィスト（マダム・ガオ〈ワイ・チン・ホー〉）

2018年
- パトリック・メルローズ（ナンシー・ヴァランス〈ブライス・ダナー〉）

2019年
- ジェントルマン・ジャック 紳士と呼ばれたレディ（アン・リスター / おば〈ジェマ・ジョーンズ〉）

2020年
- ドラキュラ伯爵 #2（ヴァレリア公爵夫人〈カトリーヌ・シェル〉）

2021年
- 弁護士ビリー・マクブライド シーズン4（裁判長〈ベス・グラント〉）
- フレイザー家の秘密（ヘイリー・フィッツジェラルド〈ノーマ・ドゥメズウェニ〉）
- 暗黒と神秘の骨（バグラ〈ゾーイ・ワナメイカー〉）
- チェサピーク海岸 シーズン5

2023年
- CSI: ベガス シーズン2

2024年
- ボドキン（老修道女）
- ワンダを探せ

2025年
- ボンズマン ～悪霊ハンター～（キティ・ハロラン〈ベス・グラント〉）
- ジャッカルの日（アリソン・ストーク〈ケイト・ディッキー〉）
- 特別捜査部Ｑ（アルサ・ジェニングス〈アリソン・ピーブルズ〉）

#### アニメ
- ザ・スター はじめてのクリスマス（2018年）
- ソウルフル・ワールド（2020年、セラピー猫の婦人、ジェレル[36]）
- スター・ウォーズ: バッド・バッチ（2021年、医療士官）

### ボイスオーバー
- ソーイング・ビー（2019年）

### テレビドラマ
- JOCX-TV2　奇妙な出来事　第19話「午前3時のノック」（1990年3月19日、フジテレビ）
- 市川準の東京日常劇場『サブタイトル不明』※（設定：リビング）、『(裏方娘たち)』（1990年4月、テレビ朝日）※初期の数話分は番組冒頭でのサブタイトルが表示されていない
- 恋、した。／ブラッディマリーの誘惑（1997年6月23日、テレビ東京）
- 土曜ドラマ もうひとつの心臓（1997年10月11日、NHK）
- 2夜連続スペシャルドラマ 積木くずし 最終章 第1夜（2012年11月23日、フジテレビ）
- 真夜中の百貨店～シークレットルームへようこそ～ 第46話、第47話、第50話（2017年、BSジャパン）
- ソロ活女子のススメ 第12話「ソロ温泉で温泉の入り方を極める」（2021年6月19日、テレビ東京） - 銭湯の常連客 役
  - ソロ活女子のススメ3 第7話「ソロ昭和レトロで願うこと」（2023年5月17日） - 明神湯 番台 役
- 何かおかしい 第2話（2022年6月8日、テレビ東京） - 佐々木ハナ 役

### 映画
- お墓がない!（1998年2月7日、監督：原隆仁、松竹）
- グループ魂のでんきまむし（1999年6月5日、監督・脚本：藤田秀幸、スローラーナー）
- 張り込み（2001年1月20日、監督：篠原哲雄、シネロケット） -　向かいの主婦 役
- 忘れられぬ人々（2001年9月15日、監督・原案：篠崎誠、ビターズ・エンド／タキコーポレーション）
- かかしの旅（2006年、監督：冨永憲治、フィルム・クレッセント）
- 怪談新耳袋 怪奇『ノゾミ』（2010年9月4日、監督：篠崎誠、キングレコード） -　土屋信子 役
- あれから Since Then（2013年3月9日、監督：篠崎誠、コムテッグ） -　渡部直子 役

### ナレーション
- 幻想美術館「ブリューゲル」（BS日本）
- 裸にしたい男たち「トータス松本 編」（NHKデジタル衛星ハイビジョン）
- ほんパラ!痛快ゼミナール（テレビ朝日）
- 甘いお話（テレビ東京）
- 旅チャンネル（スカイパーフェクトテレビ）
- 「愛を乞うひと」予告
- 「海猫」特番
- テレメンタリー2018「東京クルド」（2018年2月18日、テレビ朝日）
- 遥（はる）かなる父の国へ「ベトナム残留日本兵家族の旅」（2018年4月15日、NHK BS1）

### CM
- NTTドコモ「中国、四国、北海道、北陸」
- タチカワブラインド
- ベネッセコーポレーション「赤ペン先生」
- 明治製菓「アミノコラーゲン」
- サッポロビール「うまい生」
- イエローハット

### 舞台

#### 1985年以降の劇団青い鳥作品
1985年
- 「クラウド9…銀色の雲の上で」（渋谷パルコ スペースパート3）
- 「シンデレラ…シュトルム ウント ドランク」（東京/スペースパート3、大阪/扇町ミュージアムスクエア、青森/成田屋本店ホール、札幌/駅裏8号倉庫）
- 「一日の楽天…すずなりの海」（東京/下北沢ザ・スズナリ、大阪/近鉄小劇場）

1986年
- 「クラウド9…銀色の雲の上で」（再演）（スペースパート3）
- 「いつかみた夏の思い出」（東京/THEATER/TOPS、大阪/近鉄小劇場）
- 「青い実をたべた〜つめたい水おいしい水〜」（東京/青山円形劇場、大阪/近鉄小劇場、札幌/札幌本多劇場、名古屋/今池ガスホール）

1987年
- 「兎に角編　ある日せっせと」（東京/シアターモリエール、大阪/扇町ミュージアムスクエア、名古屋/電気文化会館ホール）
- 「ゆでたまご〜きみたちの巨きなまっ白な素足〜」（東京/東宝スタジオ、大阪/近鉄小劇場、名古屋/フレックスホール）

1988年
- 「天晴れ」（15周年記念）（東京/シアターアプル、大阪/近鉄小劇場）
- 「〜美しき天然紀行〜サイコロの責任」（東京/紀伊國屋ホール、大阪/近鉄小劇場、名古屋/フレックスホール、札幌/道新ホール、サンプラザホール）

1989年
- 「青い実をたべた〜つめたい水おいしい水」再演 （東京/青山円形劇場、大阪/近鉄小劇場、神奈川/青少年ホール、松本/松本市民会館、本牧/アポロシアター）
- 「ウキウキワールド・ポコペンランド　ボッコリの遠足」（青山円形劇場）

1990年
- 「ギリ・アイルに行きたい！」（東京/本多劇場、大阪/近鉄小劇場、名古屋/NBNホール）
- 「むっちゃんのニュース」（東京/紀伊國屋ホール、大阪/近鉄小劇場、名古屋/NBNホール）
- 「ガラスびんフォーラム 青い鳥ポコペンランド　こんにちはダイナ！」
- 「さらば夏の思い出」（東京/本多劇場、大阪/近鉄小劇場、名古屋/NBNホール）

1991年
- 「ガルボの帽子〜ある日せっせとより〜」（東京/紀伊國屋ホール、大阪/近鉄小劇場、名古屋/NBNホール、福岡/イムズホール）
- 「それ！誰かが見ている」（東京/青山円形劇場、大阪/ドーンセンター）

1992年
- 「みずみずしい水、みずくさい水」（千葉/柏髙島屋ステーションモールSPACIUM、東京/玉川高島屋SCアレーナホール）
- 「ガラスびんフォーラム 青い鳥ポコペンランド　ガラスびんの長靴をはいた猫」（東京/サンリオピューロランド）
- 「青い鳥のハムレット〜大いなる感情過多〜」（東京/紀伊國屋ホール、大阪/近鉄小劇場、名古屋/NBNホール）

1993年
- 「今日はニャンの日！？」
- 「こどもの城・キリンファミリー劇場　青い鳥ポコペンランド　さっちゃんのヘンテコリン大冒険」（青山円形劇場）
- 「最終版　ゆでたまご」（20周年記念）（東京/スペース・ゼロ、練馬文化会館、大阪/近鉄小劇場、名古屋/NBNホール）

1999年
- 「青山演劇フェスティバル参加　銀の実時間」（青山円形劇場）

2000年
- 「沖縄うないフェスティバル参加　銀の実時間」（パレット市民劇場）

2002年
- 「Tokyo Paris London SAKURA」（東京/シアタートラム、大阪/近鉄小劇場）

2007年
- 「天使たちの誘惑〜To The Lonely Planet」（東京/紀伊國屋サザンシアター、名古屋/アートピアホール、大阪/ドーンセンターホール）

2008年
- 「青い実をたべた -さと子の場合-」（35周年記念企画vol.1）（東京/青山円形劇場、大阪/ビジネスパーク円形ホール）

#### 客演
- 「子供のためのシェイクスピアカンパニー」（華のん企画）※全作品
- 「チェーホフ短編集、ワーニャ伯父さん」（華のん企画）
- 「私のかわいそうなマラート」（名取事務所）
- 「ホテルタイガ」（名取事務所）
- 「ジャパニーズ・スリーピング 世界で一番眠い場所」（遊園地再生事業団）
- 「三人姉妹」（華のん企画、世田谷パブリックシアター）
- 「賭け」（華のん企画）
- 「Doubt」（よろづや商店）
- 高泉淳子・伊沢磨紀ふたり芝居「モンタージュ」
- 「改訂版　質屋の女」（劇団東京乾電池プロデュース）
- 「ニッキー・イズ・セックスハンター」（大人計画プロデュース）
- 「嘘は罪」（大人計画プロデュース）
- 「リア王、ヘンリー四世、オセロー」他（グローブ座カンパニー）
- 「BROKENマクベス」（演劇ユニット　トレランス）
- 「十二夜」（新国立劇場）
- 「ヘレンの首飾り」（サイスタジオ公演vol.19）
- 「シンベリン」（イエローヘルメッツ）[37]

他多数

### 朗読
- マリンバ・打楽器デュオと語りによる音楽物語『空想〜千夜一夜〜』（2012年11月17日、華のん企画、宝塚市立文化施設ベガ・ホール）

### シリーズ一覧
1. ↑  第1期（2016年）、第2期前半クール（2020年）、第2期後半クール（2021年）
2. ↑  『アレスの天秤』（2018年）、続編『オリオンの刻印』（2019年）
3. ↑  第2期『2nd Season』（2019年）、第3期『3rd Season』（2020年）
4. ↑  第1期（2019年）、Season2（2022年）、Season3（2023年）
5. ↑  シーズン1（2021年）、シーズン2（2022年 - 2023年）